# رود توبول
رود توبول رودی در کشور قزاقستان است که ریزابه اصلی رود ایرتیش محسوب می‌شود.طول این رود ۱۶۶۰ کیلومتر و مساحت حوضه آبریز آن ۳۹۵٬۰۰۰ کیلومتر مربع است.
شهرهای توبولسک، یالوتوروفسک، کورگان و قوستانای در کرانه این رود واقع شده‌اند.